# アンネのバラの教会
アンネのバラの教会は、世界で唯一のアンネ・フランクを記念する教会でアンネ・フランク資料館を運営する。オットー・フランクから寄贈されたアンネの貴重な写真類に加え、ほとんど現存してないアンネの遺品を所蔵している。庭にはアンネ像を囲むようにしてアンネのバラが植えられており、西宮市のバラの名所のひとつになっている。
プロテスタント、聖イエス会に所属する教会（宗教法人）として、礼拝・儀式などキリスト教会としての活動を行っている。　　

## 歴史
1971年4月4日に教団の合唱団がイスラエルのネタニヤでオットーと知り合ったことから交流が始まり、出会いを記念してバラの苗が送られてきたことから、アンネを記念した教会を建てようという運動が起きた。この話を聞いたオットーからこのような賛意が寄せられた。
教会はアンネ・フランクの隠れ家の屋根裏をイメージした礼拝堂として設計され、メノーラーはオットーが献納した。建設が始まった時から教会は大きな反響を呼び、朝日、読売、毎日新聞などが一部始終を報道した。彫刻家の本郷寛が制作したアンネのブロンズ像をオットーは「世界に現存するアンネ像の中で、最もアンネの内面性をみごとに表現した傑作である」と称えた。
奇しくも大虐殺を追悼するヨム・ハショアの記念日に挙行された献堂式の朝には国内のテレビ局や新聞に加え、オランダからもテレビ局の取材が入った。その時、91歳だったオットーは出席できなかったが、代理出席者と、隣人への愛、希望、平和への祈りを込めた祝辞を送った。献堂式の4ヶ月後にオットーは死去した。
設計：ヴォーリズ建築事務所　　ステンドグラス　三浦啓子（ロクレール）

## アンネ・フランク資料館
資料館には年間3000人が訪れる。

### 展示物
- アンネがフランクフルト時代から愛用した[5]形見のスプーン・靴べら・切手入れの小箱[10]。
- オットーが隠れ家時代に使用したネクタイ、万年筆、キーホルダー、財布。自分の死期が近い事を悟り教会に記念として託したもの[5][11]。
- アンネの友人、支援者の写真[5]。　ホロコースト記念館が主体となり、資料館が協力し制作した「希望の未来」パネル展示。
- 各国語版のアンネの日記。1947年にオランダで出版された世界初版本。
- オリジナルグッズ：缶バッジやアンネのバラの写真、平和教育資料等も受付で販売されている。

### 見学の際の注意
- 資料館は教会施設を兼ねているため事前に申込みが必要。（ホームページのフォーム・またはメールでも受付可能）
- 一般見学は土曜日の午後1時からと3時からガイドを行っている。団体の平和学習・研修は主に金曜日に受け入れている（要相談）。
- 教会行事がある場合と年末年始は閉館。12月はクリスマス・シーズンのため開館が不定期。
- 他の理由で閉館することもあるので、電話、メール等で見学可能な日を事前に確認する。

## アンネの庭

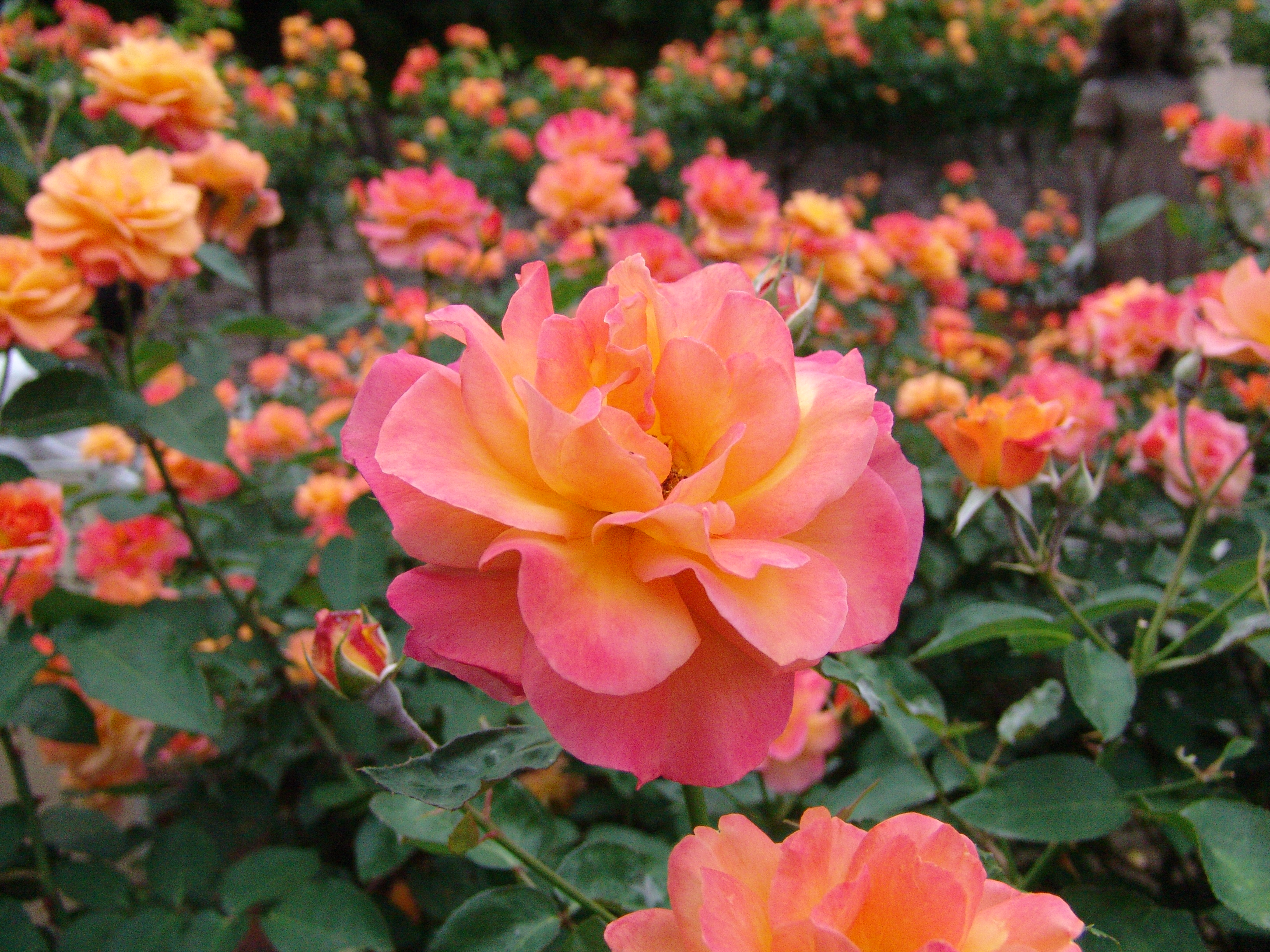
アンネのバラ

### 見所
- 50株のアンネのバラ
- アンネ・フランクの銅像

### 見学の際の注意
- 庭は通路が狭く、バラのトゲに引っかかりやすいので、手荷物はベンチに置く。
- バラの開花時期に一般公開される期間中（5月に開花展示会開催）であれば、一般・個人は予約せずに見学可能。ただし団体は、期間中でも申し込みが必要。
- アンネのバラ自体は四季咲きだが、秋に良い花を咲かせるために夏は蕾を落とすので、春と秋の開花時期以外に訪問するとバラは写真で見ることになる[12]。[注釈 4]
- 5月連休前後に一斉に開花。ピークを過ぎても7月まで少しずつ咲き続ける。9月に秋の開花のために剪定、秋の開花は、一斉に開花する事は無いが、バラの変色の様子を楽しむことができる。

## アクセス

### 基本情報
- 阪急電鉄甲陽線甲陽園駅から徒歩約10分。

### 訪問の際の注意点
- 駐車場は前にある階段を下ると2台ほど駐車できる
- 山の上にあり坂道の最後に長い階段がある。
- 体力に自信の無い人は甲陽園駅前のタクシー乗り場を利用するとよい。

### 車椅子利用
- 甲陽園駅は車椅子用のトイレがあり[注釈 5]階段や段差がない構造である[13]。
- 駅前に乗り入れているタクシー会社[14]は福祉タクシーも有している[15]。
- 資料館へはスロープを使い車椅子で入場可能で[16]2階展示室からアンネの庭を見ることができる[17]。

車椅子で旅行する際の一般的な注意点すなわち、事前にどのような手段で情報を得ていても、電話にて訪問人数を告げ、車から降りる位置・車椅子が通るルート・段差の有無などを確認すること。